# Андреев, Владимир Николаевич (хоккеист)
Владимир Николаевич Андреев (20 февраля 1968, Ленинград — 21 декабря 2013, Санкт-Петербург) — советский и российский хоккеист, известный по выступлениям за петербургский СКА.

## Биография
В 17-летнем возрасте дебютировал в высшей лиге СССР в составе ленинградского СКА. В начале карьеры некоторое время играл за «Звезду» (Оленегорск), позднее закрепился в основном составе СКА. В команде из Санкт-Петербурга провёл 11 сезонов, сыграл более 300 матчей.
В последние годы карьеры играл в высшем дивизионе за «Северсталь», а также за финский «Йокипоят» и команды низших лиг — «Сибирь» и «Спартак» СПб. Завершил игровую карьеру в 34-летнем возрасте.
Всего в высших дивизионах СССР и России сыграл 346 матчей, забросил 56 шайб и сделал 64 голевые передачи (без учёта матчей плей-офф и переходных турниров).
После окончания карьеры работал в Санкт-Петербурге детским тренером в ГСДЮШОР, клубах «Питер» и «Нева-2001».
Скончался 21 декабря 2013 года на 46-м году жизни.

## Личная жизнь
Сын Максим (род. 1988) — футболист.